# Nonancourt
Nonancourt é uma comuna francesa na região administrativa da Normandia, no departamento de Eure. Estende-se por uma área de 7,21 km². Em 2010 a comuna tinha 2 330 habitantes (densidade: 323,2 hab./km²).